# مونتيجو
مونتيجو هي مدينة من مدن البرتغال تقع في العاصمة لشبونة. يبلغ عدد سكانها 51,222 نسمة وذلك حسب إحصائيات سنة 2011. تبلغ مساحتها 348.62 كم². وتُعتبر متُجزئة الأراضي.

## توأمة
لمونتيجو اتفاقيات توأمة مع كل من:
- São Filipe, Cape Verde [الإنجليزية]‏
- مقاطعة أجوا غراندي

## أعلام
- بيدرو روسيانو
- ريكاردو
- خوسيه بيدرو
- دولسي بونتيس
- باولو فوتري
- لويز باتشيكو

## وصلات خارجية
- الموقع الرسمي